# オウム・ダイヤル
オウム・ダイヤルはオウム真理教による電話を利用した情報サービス。

## 概要
教団よりIDナンバーとパスワードを発行してもらい聞くことができた。
無料サービスと有料サービスの2種類があり、有料の場合は教団の支部やサティアンショップでプリペイドカード（1000円・2000円・3000円の3種類）を購入する必要があった。

## コンテンツ
1995年9月当時の内容
- 尊師のコーナー
  - 尊師（麻原彰晃）からのメッセージ
  - 尊師に聞く!
  - 宝石の言葉
- 修行者のコーナー
  - マイトレーヤ正大師（上祐史浩）からのメッセージ
  - マンジュシュリー・ミトラ正大師（村井秀夫）の歌
  - 出家修行者が語るオウムの魅力
- 教団の最新案内コーナー（無料サービス）
  - イベント情報コーナー
  - 新刊本コーナー
- バラエティーコーナー
  - 近未来の大予言
  - 大宇宙占星学による今月の占い
  - アストラル音楽
- フリートークコーナー